# Una mujer sin amor
Una mujer sin amor es una película mexicana de la etapa mexicana del director hispano-mexicano Luis Buñuel. También conocida con el título de Cuando los hijos nos juzgan, está basada en la novela Pierre y Jean de Guy de Maupassant. En palabras del propio Buñuel, este largometraje resultó uno de sus proyectos más desafortunados. No obstante, en la película el realizador desarrolló con brío algunos tópicos del melodrama: la mentira como base para perpetuar las relaciones, la ignorancia de uno de los cónyuges para asegurar la estabilidad familiar y el sentimiento de culpa..

## Argumento
Rosario, una mujer casada con un anticuario bastante mayor que ella, se enamora de Julio, un ingeniero 15 años menor que su esposo, al que había conocido tras una travesura de su hijo Carlos, y acaba convirtiéndose en su amante. Cuando éste le propone que se fugue con él, ella no se siente capaz de hacerlo, puesto que su marido se ha puesto enfermo. Después de que su marido se recupera, decide tener otro hijo, Miguel, que con el paso de los años rivalizará con su hermano Carlos.